# Patrick Demars
Patrick Demars (Lione, 13 gennaio 1953) è un ex cestista francese.

## Carriera
Con la Francia ha disputato i Campionati europei del 1973.

## Palmarès
- Campionato francese: 3

ASVEL: 1970-71, 1971-72
ASPO Tours: 1975-76